# Sárkány Oszkár
Sárkány Oszkár (Budapest, 1912. október 9. – ukrajnai területen, 1943.) irodalomtörténész, magyar bohemista, tanár.

## Élete
Nemesi származású volt.
Horváth János tanítványa. 1930-1934 között a budapesti Királyi Pázmány Péter Tudományegyetem magyar-francia szakon végzett. 1935-ben védte meg "A tájeszmény változásai a magyar költészetben Petőfiig" című doktori értekezését. Tanári oklevelet szerzett. Ezután a rimaszombati, majd nagykállói gimnázium tanára lett. Később az Országos Széchényi Könyvtár munkatársa.
1942 áprilisában katonai behívót kapott, és a voronyezsi áttörés idején munkaszolgálatosként halt meg Ukrajna területén.
A tanári munka mellett magyar és cseh irodalomtörténeti kutatásokkal foglalkozott. Első hazai képzett bohemista, a két nép közötti megegyezést kereste. A magyar-cseh kulturális kapcsolatok kutatása terén megkerülhetetlen. Esszéistaként többek között az Apollo, a Független Színpad, a Napkelet, Az Ország Útja, a Diárium, a Nyugat, és a Magyar Csillag munkatársa. Összeállította a Babits Emlékkönyv bibliográfiai anyagát. Hagyatéka az OSZK Kézirattárában található.

## Művei
- 1935 A tájeszmény változásai a magyar költészetben Petőfiig. Budapest
- 1936 Magyarok Prágában, 1773–1849. Apollo V.
- 1937 Magyar kulturális hatások Csehországban 1790–1848. In: A Gróf Klebelsberg Kunó Magyar Történetkutató Intézet Évkönyve 1937. Bécs
- 1938 A fiatal Palacký. Apollo VII.
- 1938 Szlovák elbeszélők. Apollo VII.
- 1938 A magyar irodalmi romantika cseh visszhangja. Apollo VIII.
- 1939 Románia az újabb magyar történetírásban. Apollo IX.
- 1939 A nagyszalánci pap. Felvidéki Magyar Hírlap 2/92, 10 (április 23.)
- 1941 Magyar nacionalizmus. Joó Tibor könyve - Athenaeum. Nyugat 1941/5.
- 1941 Katona József. Diárium 1941/12, 300-305.
- 1974 Sárkány Oszkár válogatott tanulmányai. Budapest (szerk. Sziklay László)
- 1999 Katona József versei. Forrás 31/5.
- In: Helyünk Európában I.